# Vlag van Los Ríos (Chili)

Vlag van Los Ríos

De vlag van Los Ríos is een van de regionale symbolen van de Chileense regio Los Ríos.
Dit embleem werd officieel aangenomen door de regionale regering op 22 december 2008 en werd officieel gelanceerd op 7 augustus 2009. Het is een van de drie regionale vlaggen die officieel zijn aangenomen in Chili (de andere vlaggen zijn van de regio's Atacama en Magallanes y la Antártica Chilena).
De vlag bestaat uit een witte achtergrond met daarboven drie golvende strepen geel, groen en blauw, van boven naar beneden. Deze strepen worden in het midden onderbroken door een cirkel van twaalf gele sterren.
De sterren in een cirkel staan voor de twaalf gemeenten in de regio. Elke strook vertegenwoordigt op zijn beurt een kwaliteit van het gebied. Het geel staat voor levenskracht, het groen voor de lokale natuur en het blauw voor rivieren en meren.